# Mazores
Mazores fue una alquería española del municipio de Villaflores, perteneciente a la provincia de Salamanca, ahora en la comunidad autónoma de Castilla y León.

## Historia
Hacia mediados del siglo XIX, el lugar era referido como una alquería ya dependiente de Villaflores. Aparece descrito en el undécimo volumen del Diccionario geográfico-estadístico-histórico de España y sus posesiones de Ultramar de Pascual Madoz con las siguientes palabras:

MAZORES: alq. dependiente del ayunt. de Villaflores (1/2 leg.) en la prov. de Salamanca, part. jud. de Peñaranda de Bracamonte (4). Se halla sit. en un alto á la der. del r. Guareña en terr. arenisco y de regular calidad, el cual produce cereales y pastos con los que se alimenta algun ganado lanar y vacuno.
(Madoz, 1848, p. 325)

Hoy día existen en el término municipal de Villaflores los despoblados de Mazores Nuevo y Mazores Viejo.